# 金峰街道
金峰街道是中华人民共和国江西省抚州市东乡区下辖的一个街道办事处。

## 行政区划
金峰街道下辖以下村级行政区划单位：
东铜社区、北门社区、东门社区、南门社区、东景社区、风凰社区、师水社区、龙山社区、芙蓉社区、东糖社区、东化社区和东磷社区。